# Challenger de Panamá 2017
El Visit Panamá Cup de 2017 es un torneo de tenis  profesional que se juega en canchas de arcilla. Se trata de la cuarta edición del torneo que forma parte del ATP Challenger Tour 2017. Se lleva a cabo en la Ciudad de Panamá, Panamá entre el 3 y el 8 de abril de 2017.

## Jugadores participantes del cuadro de individuales
| Favorito | País                               | Jugador             | Rank1 |
| -------- | ---------------------------------- | ------------------- | ----- |
| 1        | Bandera de Argentina               | Horacio Zeballos    | 75    |
| 2        | Bandera de Brasil                  | Rogério Dutra Silva | 84    |
| 3        | Bandera de la República Dominicana | Víctor Estrella     | 91    |
| 4        | Bandera de Argentina               | Nicolás Kicker      | 104   |
| 5        | Bandera de Estados Unidos          | Bjorn Fratangelo    | 115   |
| 6        | Bandera de Suiza                   | Henri Laaksonen     | 117   |
| 7        | Bandera de Estados Unidos          | Stefan Kozlov       | 122   |
| 8        | Bandera de Brasil                  | João Souza          | 123   |

- 1 clasificaciones son como de 20 de marzo de 2017.

### Otros Participantes
Los siguientes jugadores recibieron invitaciones para participar en el cuadro principal (WC):
- Mateo Galdón
- José Gilberto Gómez
- Miomir Kecmanović
- Oliver Marach

Los siguientes jugadores recibieron ingreso como ranking protegido en el cuadro principal de individuales:
- Bradley Klahn

Los siguientes jugadores ingresaron al cuadro principal tras disputar la fase clasificatoria:
- Bjorn Fratangelo
- Kevin Krawietz
- Tomás Lipovsek Puches
- Péter Nagy

## Campeones

### Individual Masculino
- Rogério Dutra Silva derrotó en la final a  Peđa Krstin 6–2, 6–4.

### Dobles Masculino
- Sergio Galdós /  Caio Zampieri derrotaron en la final a  Kevin Krawietz /  Adrián Menéndez-Maceiras 1–6, 7–6(7–5), [10–7].